# Kalokyros Delphinas
Kalokyros Delphinas (en grec : Καλοκυρός Δελφινάς, mort en 988 ou 989) est un général byzantin et un catépan d'Italie qui se rebelle ensuite contre Basile II avant d'être exécuté.

## Biographie
L'anthypatos et patrice Delphinas est un partisan du puissant clan anatolien des Phocas et de l'influent parakimomène Basile Lécapène, principal ministre de l'empire qui assure sa nomination en tant que catépan (principal gouverneur militaire) de l'Italie du sud en 982. Delphinas détient ce poste jusqu'en 985 et contribue à l'amélioration de la position byzantine dans la péninsule, soutenu en cela par des évènements externes fortuits. Ainsi, l'saint empereur romain germanique Otton II est défait à la bataille de Stilo et meurt l'année suivante (983) tandis que les Arabes sont frappés par des luttes internes. Ainsi, Delphinas est en mesure de consolider le contrôle byzantin sur la Longobardie, s'emparant d'Ascoli Satriano en décembre 982,.
Quelques années plus tard, Delphinas se joint à la révolte de Bardas Phocas le Jeune contre l'empereur Basile II et dirige l'armée qui campe à Chrysopolis, sur le Bosphore en face de Constantinople. Là, à la fin de 988 ou au début de 989, il est attaqué par Basile II soutenu par les troupes Varègues et il est vaincu. Delphinas est capturé et exécuté par crucifiement ou par empalement. Un seul autre officier rebelle capturé est exécuté durant cette guerre civile sans que cela soit certain. Une colonne à la mémoire de Delphinas est érigé sur le lieu de son exécution, survivant jusqu'au XIe siècle.